# Nova Widianto
Nova Widianto (n. 10 octombrie 1977, Klaten⁠(d), Jawa Tengah, Indonezia) este un jucător de badminton ce a reprezentat Indonezia, medaliat olimpic. A participat la 2 ediții ale Jocurilor Olimpice (2004, 2008) în care a câștigat 1 medalie de argint.